# Long Valley (Antartide)
La Long Valley (in lingua inglese: Valle di Long) è una valle antartica ricoperta di ghiaccio, lunga circa 10 km, che si estende in direzione nordovest dal Monte Blackburn fino al ghiacciaio Griffith, nei Monti della Regina Maud, in Antartide.

## Storia
La valle è stata mappata dall'United States Geological Survey (USGS) sulla base di ispezioni in loco e foto aeree scattate dalla U.S. Navy nel periodo 1960-63.
La denominazione è stata assegnata dall'Advisory Committee on Antarctic Names (US-ACAN) in onore di Walter H. Long Jr. (1925-1996), della U.S. Navy, fotografo della squadriglia VX-6 durante l'Operazione Deep Freeze del 1966 e 1967.